# Ricardo Hinestrosa
Ricardo Hinestrosa Daza (Zipaquirá, Colombia, 29 de marzo de 1874 - Bogotá, Colombia, 12 de septiembre de 1963) fue un jurista y educador políglota colombiano, magistrado de la Corte Suprema de Justicia de Colombia y rector de la Universidad Externado de Colombia. 

## Familia
Ricardo Hinestrosa fue hijo del exalcalde de Bogotá Ricardo Hinestrosa Trujillo y Ana María Daza París, hermana del presidente de Cundinamarca y exsecretario de Guerra Daniel Delgado París, quien comandó el operativo de detención del presidente Tomás Cipriano de Mosquera el 23 de mayo de 1867 para frenar sus aspiraciones dictatoriales. 

## Formación
Los estudios primarios los tomó Ricardo Hinestrosa en la escuela pública de su natal Zipaquirá y los secundarios en Bogotá en la escuela de Rueda. Ingresó a la actual Universidad Externado de Colombia para formarse como abogado, título que recibió en 1892. Sin haber salido del país, dominó el francés, el italiano y el alemán, e integró la generación de renovación literaria que surgió con los poetas Baldomero Sanín Cano, Guillermo Valencia Castillo y José Asunción Silva. Fue redactor de la revista "La Contemporánea", cuyo propósito buscaba actualizar al país con las tendencias culturales mundiales.

## Trayectoria Militar
Hinestrosa participó en las guerras civiles de 1895 y De los Mil Días como oficial de las guerrillas liberales, alcanzando en la segunda confrontación política el grado de coronel del ejército revolucionario comandado por el general Rafael Uribe Uribe. Su hermano Miguel, militante de la misma causa, murió en la batalla del cerro de Cruz Verde, mientras que Ricardo cayó prisionero y conducido al panóptico de Bogotá en 1900.

## Servicio Público
En 1905, Hinestrosa fue nombrado magistrado del Tribunal Superior de Bogotá. En 1909 milita en el Partido Republicano que le dio salida a la restauración democrática que le hizo frente a las ambiciones autoritarias del presidente Reyes y que llegó al poder a Carlos E. Restrepo, gobierno en el cual asumió como secretario del Ministerio del Tesoro, encargándose de ese despacho en 1912. Fue Representante a la Cámara durante el gobierno de Enrique Olaya Herrera. En 1935 fue nombrado magistrado de la Corte Suprema de Justicia, corporación de la cual fue elegido Presidente ese mismo año.

## Trayectoria académica
En 1933, a raíz del fallecimiento del rector Diego Mendoza Pérez, la Universidad Externado de Colombia eligió como sucesor a Hinestrosa, mediante consenso unánime de alumnos y profesores. Al frente de la entidad educativa, que solo contaba con la facultad de derecho, Hinestrosa Daza logró que pudiera funcionar en 1942 en una sede propia, posicionando la calidad de la formación a partir de la nómina de profesores de alto nivel, entre quienes se destacó el expresidente Darío Echandía, el exministro Antonio Rocha Alvira y su hijo Fernando Hinestrosa, quien asumiría la rectoría a la muerte de su padre, tras treinta años al frente de la Universidad.